# ایشداولتوو
ایشداولتوو (انگلیسی: Ishdavletovo) یک شهرک در شهرستان بورزیانسکی باشقیرستان کشور روسیه است.